# 仮契約のシンデレラ
『仮契約のシンデレラ』（かりけいやくのシンデレラ）は、私立恵比寿中学の1枚目のメジャーシングル（インディーズを含めると通算7枚目）である。2012年5月5日にDefSTAR Recordsから発売された。

## 概要
初回生産限定エー盤、初回生産限定ビー盤、サブカル盤（通常盤）の3形態での発売。
初回生産限定盤にトレーディングカード9種のうち1種ランダムが封入、サブカル盤（通常版）の初回生産分のみに2012年7月1日に日本青年館で開催されたファーストワンマンコンサートの先行予約抽選券が封入された。
初動売上は2.0万枚であり自己最高初動売上を記録した。またオリコンチャートにて、インディーズデビュー以来初のデイリー2位を獲得。週間チャートも7位と初のTOP10入りを果たした。
2015年2月20日のテレビ朝日系列のミュージックステーションで"放課後ゲタ箱ロッケンロールMX"が歌唱された、その際に主な変更点として"MX"（東京メトロポリタンテレビジョン・TOKYO MXの意）の部分は"EX"（テレビ朝日の意）へ変更された。同じく2015年7月5日放送の同系列関ジャム 完全燃SHOWにおいて"放課後ゲタ箱ロッケンロールEX関ジャムバージョン"を歌唱、"EX"への変更とともに冒頭コールは"関ジャム！"と変更された。
2020年夏頃からTikTokの「推し紹介動画」にBGMとして「仮契約のシンデレラ」を倍速に加工したものが用いられ始め、リリースから8年以上経過してから再び注目を集めた。
2025年に入り「仮契約のシンデレラ」が再度TikTokなどのSNSで話題となり、2025年2/13付のTikTok楽曲チャートにてトップ15入りを果たした。2025年4月時点で「仮契約のシンデレラ」のTikTok関連動画の総再生数は10億回を突破し、音源使用数も8万件を超えた。
2025年4月18日22時にYouTubeチャンネル『THE FIRST TAKE』にて「仮契約のシンデレラ」の現体制9人によるスペシャルバージョンでのパフォーマンス動画がプレミア公開された。私立恵比寿中学が『THE FIRST TAKE』に出演するのは「なないろ」、「ジャンプ」以来3年9ヶ月ぶり3回目となる。
『THE FIRST TAKE』での「仮契約のシンデレラ」パフォーマンス動画は公開から3日で100万回再生を突破した。
2025年6月1日、配信ミニアルバム『FAMIEN’25 e.p.?!〜これが最強♡仮契約のシンデレラ〜』の配信が開始された。この配信ミニアルバムには「仮契約のシンデレラ」の様々なバージョンが25トラック収録されている。

## 収録曲
（私立恵比寿中学：瑞季、真山りか、杏野なつ、安本彩花、廣田あいか、星名美怜、鈴木裕乃、松野莉奈、柏木ひなた）

### 初回生産限定エー盤
1. 仮契約のシンデレラ [4:43]
作詞・作曲・編曲：杉山勝彦
ベートーヴェンの「エリーゼのために」がサンプリングされている。
アルバム『中人』（2013年）、ベストアルバム『中吉』（2022年）のCD1にロングバージョンの「仮契約のシンデレラ (long ver.)」が収録
ベストアルバム『「中卒」〜エビ中のイケイケベスト〜』（2016年）に8人バージョンの『仮契約のシンデレラ(中卒ver.)』が収録
ベストアルバム『中吉』（2022年）のCD2に新9人バージョンの『仮契約のシンデレラ（中吉ver.）』が収録
2. 放課後ゲタ箱ロッケンロールMX [4:31]
作詞・作曲・編曲：前山田健一
TOKYO MX『エビ中の永遠に中学生（仮）』エンディングテーマ
アルバム『中人』（2013年）にも収録
ベストアルバム『「中卒」〜エビ中のイケイケベスト〜』（2016年）に8人バージョンの「放課後ゲタ箱ロッケンロールMX(中卒ver.)」が収録
3. 揚げろ!エビフライ [4:07]
作詞・作曲・編曲：渡辺和紀
配信限定EP『FAMIEN'18 e.p.』（2018年）に「揚げろ!エビフライ (HyperJuice Remix - Nor Rework)」が収録
4. 仮契約のシンデレラ（Less Vocal）
5. 放課後ゲタ箱ロッケンロールMX（Less Vocal）
6. 揚げろ!エビフライ（Less Vocal）

### 初回生産限定ビー盤
1. 仮契約のシンデレラ
2. 放課後ゲタ箱ロッケンロールMX
3. 歌え!踊れ!エビーダダ! [5:00]
作詞・作曲・編曲：さつき が てんこもり
4. 仮契約のシンデレラ（Less Vocal）
5. 放課後ゲタ箱ロッケンロールMX（Less Vocal）
6. 歌え!踊れ!エビーダダ!（Less Vocal）

### サブカル盤（通常盤）
1. 仮契約のシンデレラ
2. 放課後ゲタ箱ロッケンロールMX
3. 結果オーライ [4:05]
作詞・作曲・編曲：田村歩美
4. 仮契約のシンデレラ（Less Vocal）
5. 放課後ゲタ箱ロッケンロールMX（Less Vocal）
6. 結果オーライ（Less Vocal）

## FAMIEN’25 e.p.?!〜これが最強♡仮契約のシンデレラ〜
『FAMIEN’25 e.p.?!〜これが最強♡仮契約のシンデレラ〜』は、2025年6月1日にSME Recordsから配信開始された配信限定ミニアルバムである。この配信ミニアルバムには「仮契約のシンデレラ」だけを「2025年」にかけて25バージョン収録されている。

### 収録曲
1. 仮契約のシンデレラ - DIAMOND NINE ver. -
配信開始日（2025年6月1日）時点でのメンバー9人（真山りか・安本彩花・小林歌穂・中山莉子・桜木心菜・小久保柚乃・風見和香・桜井えま・仲村悠菜）によるバージョン
2. 仮契約のシンデレラ - GOLDEN EIGHT ver. -
2025年6月28日に卒業する小林歌穂を除いたメンバー8人（真山りか・安本彩花・中山莉子・桜木心菜・小久保柚乃・風見和香・桜井えま・仲村悠菜）によるバージョン
3. 仮契約のシンデレラ - Sped Up -
4. 仮契約のシンデレラ - Slowed Down -
5. 仮契約のシンデレラ - instrumental -
6. 仮契約のシンデレラ - 大学芸会2025～LOVE&BRAVE～ LIVE MIX -
7. 仮契約のシンデレラ - ♡kawaii ^chiptune^ remix♡ by 安本彩花 -
8. 仮契約のシンデレラ - 真山りか -
9. 仮契約のシンデレラ - 安本彩花 -
10. 仮契約のシンデレラ - 小林歌穂 -
11. 仮契約のシンデレラ - 中山莉子 -
12. 仮契約のシンデレラ - 桜木心菜 -
13. 仮契約のシンデレラ - 小久保柚乃 -
14. 仮契約のシンデレラ - 風見和香 -
15. 仮契約のシンデレラ - 桜井えま -
16. 仮契約のシンデレラ - 仲村悠菜 -
17. 仮契約のシンデレラ - 真山りか Sped Up -
18. 仮契約のシンデレラ - 安本彩花 Sped Up -
19. 仮契約のシンデレラ - 小林歌穂 Sped Up -
20. 仮契約のシンデレラ - 中山莉子 Sped Up -
21. 仮契約のシンデレラ - 桜木心菜 Sped Up -
22. 仮契約のシンデレラ - 小久保柚乃 Sped Up -
23. 仮契約のシンデレラ - 風見和香 Sped Up -
24. 仮契約のシンデレラ - 桜井えま Sped Up -
25. 仮契約のシンデレラ - 仲村悠菜 Sped Up -

M8 - M25は-Extra Sparkle Track-となり、そのうちM8 - M16は各メンバーのソロ、M17 - M25は各メンバーのSped Upバージョンとなる。